# آزمایش الک
آزمایش الک یا آزمایش دانه‌بندی تلاشی است برای بدست آوردن توزیع اندازهٔ دانه‌ها در نمونهٔ خاک. از این آزمایش بیشتر در مهندسی عمران و مهندسی خاکشناسی استفاده می‌شود. همچنین آزمایش الک را دانه‌بندی موادّ دانه‌ای نیز می‌نامند.
توزیع بزرگی دانه‌ها معمولاً از اهمیت ویژه‌ای برخوردار است و در رفتار مهندسی مواد دانه‌ای تأثیرگذار است. آزمایش الک را می‌توان بر روی تمام مواد آلی و غیر آلی دانه‌ای شامل ماسه، تکه سنگ‌های خُرد شده، رس، گرانیت، فلدسپار، زغال سنگ، بسیاری مواد گرده‌ای و حتی دانه‌های غلات نیز استفاده کرد.

## روند کار

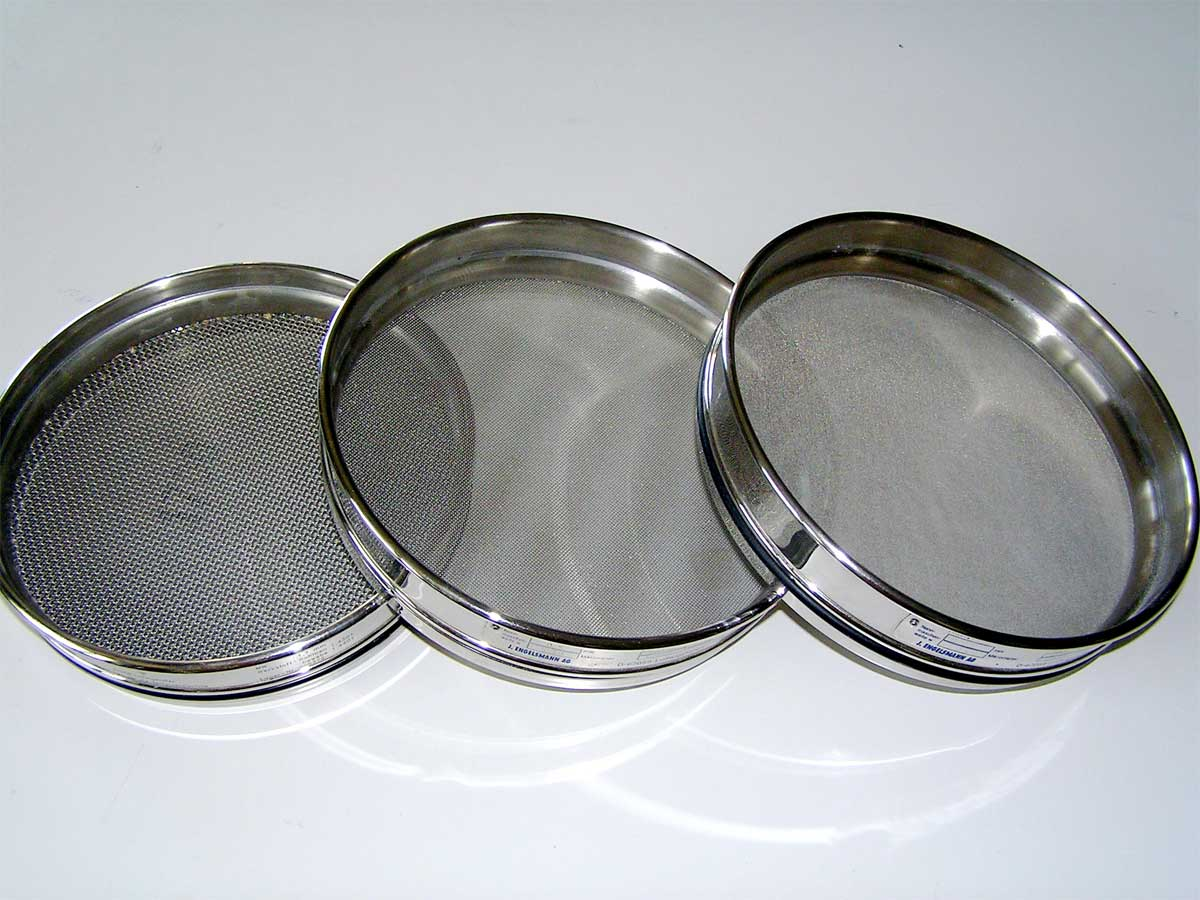
الک‌های مورد استفاده در آزمایش دانه‌بندی خاک

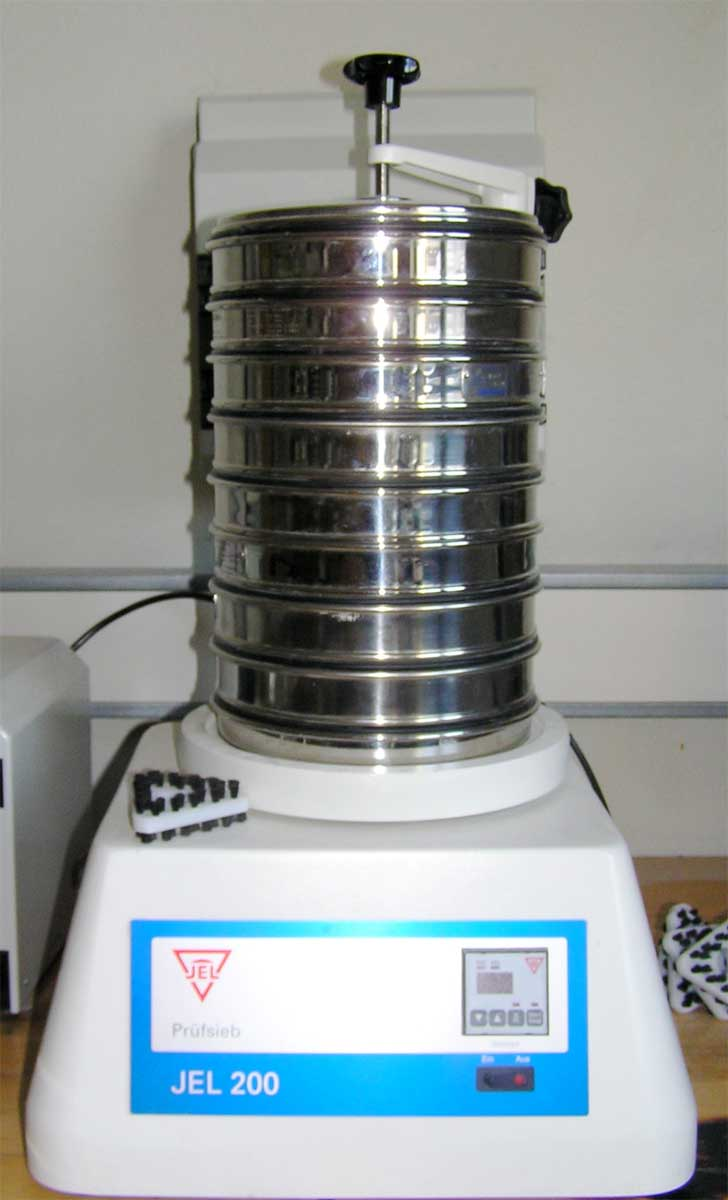
مجموعهٔ الک‌ها بر روی دستگاه لرزاننده

برای این آزمایش از الک‌های ویژه‌ای که شبکهٔ کف آن‌ها از سیم فولادی است استفاده می‌کنیم، سوراخ‌های کف این الک‌ها همگی دارای اندازهٔ دقیق و مشخص‌اند. باید مجموعهٔ الک‌ها را بر روی هم قرار داد، الک‌های با سوراخ بزرگتر در بالا و الک‌های ریزتر در پایین قرار می‌گیرند. پس از آن نمونهٔ خاک خشک را که تمام کلوخه‌های آن شکسته شده ابتدا وزن می‌کنند و بعد آن را بر روی الک بالایی می‌ریزند و مجموعهٔ الک‌ها را برای مدت معلومی (استاندارد) تکان می‌دهند تا دانه‌های خاک از آن عبور کند واضح است که دانه‌های با اندازه کوچکتر از سوراخ‌های الک عبور می‌کنند و دانه‌های بزرگتر بر روی سیم‌های فولادی باقی می‌مانند. این روش برای دانه‌های درشت‌تر خاک منطقی است ولی برای دانه‌های بسیار ریز مناسب نیست زیرا دانه‌های بسیار ریز خاک به یکدیگر می‌چسبند و در نتیجه روش الک دیگر جواب‌های مناسبی نخواهد داد. اگر میزان دانه‌های ریز خاک زیاد باشد ممکن است مجبور شویم اول از روی خاک و دانه‌های خشن آن آب عبور دهیم و پس از شسته شدن ذرات بزرگتر و از بین رفتن کلوخه‌ها، شروع به الک کردن کنیم.
مجموعه‌ای از الک‌های با اندازه‌های مختلف در دسترس است. مرز میان ماسه و لای به دلخواه انتخاب می‌شود. مطابق سامانه اتحادیه دسته‌بندی خاک برای جداکردن ماسه از شن از الک شماره ۴# (۴ سوراخ در اینچ) استفاده می‌شود اندازهٔ سوراخ‌های این الک ۴٫۷۵ میلی‌متر است. برای جدا کردن ماسه از لای و رس از الک شماره ۲۰۰# که اندازهٔ سوراخ‌های آن ۰٫۰۷۵ میلی‌متر است استفاده می‌شود. مطابق استاندارد انگلیسی ۰٫۰۶۳ میلی‌متر مرز میان ماسه و لای و ۲ میلی‌متر مرز میان ماسه وشن است.
پس از آن نمودار نتیجه‌های این آزمایش را رسم می‌کنیم؛ از روی این نمودار می‌توان نوع دانه‌بندی سنگدانه‌ها را پیدا کرد. روند آزمایش الک در ASTM C ۱۳۶ انجمن آمریکایی آزمایش و مواد (به انگلیسی: American Society for Testing and Materials) و AASHTO T 27 (به انگلیسی: American Association and State Highway and Transportation Officials) به‌طور کامل توضیح داده شده‌است.
پس از آنکه الک‌ها را به ترتیب درشت به ریز روی هم و روی دستگاه لرزاننده قرار دادیم؛ در زیر ریزترین الک باید یک سینی قرار داد تا ریزترین دانه که از الک آخر عبور می‌کنند در آن سینی ریخته شوند. پس از آن که الک‌ها را به اندازهٔ کافی لرزاندیم باید سنگدانه‌های مانده روی هر الک را وزن کنیم.

## نتیجه‌ها
نتیجه‌های بدست آمده از آزمایش دانه‌بندی را بر روی یک نمودار بر اساس درصد عبوری از الک به اندازهٔ الک رسم می‌کنند. در این نمودار اندازهٔ الک‌ها را به صورت لگاریتمی نمایش می‌دهند. برای بدست آوردن درصد عبوری از هر الک، ابتدا باید درصد باقی مانده روی هر الک را بدست آورد. برای این هدف از رابطهٔ زیر استفاده می‌کنند:
در رابطهٔ بالا WSieve وزن باقی مانده روی الک است و WTotal وزن کل سنگدانه‌ها است. در مرحلهٔ بعد، باید درصد سنگدانه‌های باقی مانده روی هر الک را به صورت تجمعی پیدا کرد. برای این کار باید مقدار سنگدانهٔ باقی مانده روی هر الک را با وزن سنگدانه‌های باقی مانده روی الک‌های قبلی جمع کرد. وزن تجمعی سنگدانهٔ عبوری به درصد از رابطهٔ زیر بدست می‌آید:
در نهایت باید نتیجه‌های بدست آمده را روی یک نمودار رسم کرد به گونه‌ای که درصد تجمعی عبوری روی محور y و اندازهٔ الک‌ها به صورت لگاریتمی، روی محور x قرار گیرد.

## روش‌ها
بسته به نوع و اندازه مادهٔ دانه‌ای مورد آزمایش، روش‌های مختلفی برای آزمایش الک وجود دارد
بطور کلی روش‌های الک کردن در سه دسته کلی زیر طبقه‌بندی می‌گردد.
1. الک کردن به صورت دستی یا ماشینی
2. الک کردن توسط تنها یک الک یا استفاده از مجموعه‌ای از الک‌ها
3. الک کردن نمونه‌ها به صورت خشک یا تر

امروزه الک کردن دستی تنها در جاهایی که امکان استفاده از برق وجود ندارد کاربرد داشته و در سایر موارد جهت رسیدن به بهترین و موثق‌ترین نتیجه از دستگاه‌هایی موسوم به لرزاننده (Shaker) استفاده می‌شود که بسته به نحوه تکان دادن الک‌ها خود به چند دسته پرتابی، افقی و ضربه‌ای تقسیم می‌شوند. الک کردن توسط تنها یک الک صرفاً جهت تخمین اولیه نوع الک‌های مورد استفاده در آزمایش کاربرد داشته و نمی‌توان از این روش جهت دانه بندی ذرات استفاده نمود.
در بیشتر موارد آزمایش الک بر روی نمونهٔ خشک انجام می‌شود. انجام این روش آسان بوده و می‌توان مقدار مواد باقی مانده بر روی هر الک را مستقیماً و از طریق توزین بدست آورد. اما گاهی در نمونه‌هایی ویژه حتماً باید این آزمایش به صورت تَر صورت گیرد، مانند نمونه‌ای شامل مواد معلق یا نمونه‌ای از مواد بسیار ریز به صورت گَرده‌ای (دانه‌های کوچکتر از ۴۵ میکرومتر) که تمایل به بهم چسبیدن دارند و در صورتی که به صورت خشک الک شوند باعث گرفتگی سوراخ‌های الک شده و ادامهٔ کار را غیرممکن می‌کنند.

### روش پرتابی
در روش پرتابی، روی الک‌ها یک حرکت رفت و برگشتی به سمت بالا و پایین صورت می‌گیرد، با این کار در دانه‌های نمونهٔ روی الک آشفتگی ایجاد شده و دانه‌ها به سمت بالا پرتاب می‌شوند و وقتی به سمت الک فرود می‌آیند دانه‌هایی که ریزتر هستند از سوراخ‌های الک عبور می‌کنند و آن‌ها که درشت‌ترند بر روی آن باقی می‌مانند و در حرکت بعدی الک دوباره به بالا پرتاب می‌شوند. امروزه در لرزاننده‌های الک یک وسیلهٔ رانش الکترومغناطیسی کار گذاشته شده‌است که به یک سامانهٔ جرم و فنر وصل است، این سامانه نوسان‌های لازم را به الک وارد می‌کند. دامنه و مدت لرزش الک به صورت رقمی انتخاب می‌شود و به صورت پیوسته قابل کنترل است. به این ترتیب نتیجهٔ آزمایش الک قابل بازتولید و دقیق است.
این روش با ایجاد حرکات در هر سه بعد و بازدهی جداسازی بالا، رایج‌ترین روش برای انجام آزمایش الک بوده و با استفاده از آن می‌توان طیف بزرگی از ذرات با اندازه تقریبی ۲۰ میکرومتر تا ۴۰ میلی‌متر را با کمترین زمان ممکن آنالیز نمود. کار با دستگاه‌هایی که از این روش استفاده می‌کنند راحت بوده و نگهداری آن‌ها ساده است. اما از آن جایی که حین عبور ذرات از سوراخ‌های الک امکان گرفتگی آن‌ها و در نتیجه کوچکتر شدن سطح الک و کاهش بازدهی وجود دارد در بعضی موارد استفاده از این روش دارای محدودیت‌هایی خواهد بود.
کاربردهای این روش در اندازه‌گیری توزیع اندازه ذرات مواد زیادی از جمله سنگ‌های معدنی، خاک، دانه‌های نباتی، ماسه، مواد شیمیایی، زغال سنگ، قهوه، کودهای شیمیایی، آرد، پودرهای فلزی، پودرهای شستشو، کلینکر سیمان، پلاستیک و غیره می‌باشد.

### روش افقی
در الک کردن به صورت افقی لرزانندهٔ الک آن را در یک دایرهٔ افقی در صفحه جابجا می‌کند. با این کار در دانه‌های نمونهٔ روی الک آشفتگی ایجاد شده و ذرات تحت تأثیر حرکتی چرخشی و به صورت افقی از سوراخ‌های الک عبور می‌کنند. حرکت در جهت افقی باعث می‌شود که دانه‌ها کمتر در سوراخ‌های الک گیر کرده و شبکهٔ سوراخ‌های الک زود بسته نشوند. به دلیل نوع حرکت در این روش الک‌های مورد استفاده در آن نسبت به روش قبل دارای قطری بزرگتر بوده و در نتیجه مقدار نمونه بیشتری را می‌توان مورد آنالیز قرار داد. هر چه بتوان مقدار زیادتری از نمونه اولیه را مورد آنالیز قرار داد بالطبع درصد خطا کاهش یافته و در نتیجه اندازه‌گیری توزیع اندازه ذرات نمونه با دقت بیشتری انجام می‌گردد.
الک کردن به صورت افقی بیشتر برای دانه‌های سوزنی شکل، صفحه‌ای (پهن)، دراز یا رشته‌ای مورد استفاده قرار می‌گیرد. از کاربردهای این روش می‌توان به اندازه‌گیری توزیع ذرات موادی از جمله مصالح ساختمانی، کودهای شیمیایی، دانه‌های نباتی آسیاب شده و همچنین آسیاب نشده و قطعات ریز چوبی اشاره نمود. شایان ذکر است که این روش را می‌توان با الک‌های با قطر کمتر نیز انجام داد اما در صورت کاهش قطر الک‌ها می‌بایست برای رسیدن به همان بازدهی علاوه بر حرکت چرخشی الک‌ها، متناوباً به آن‌ها در جهت عمودی نیز ضربه وارد کرد. کاربرد این روش بیشتر در اندازه‌گیری توزیع اندازه ذرات موادی از جمله پودرهای فلزی، چاشنی‌های غذایی، ساینده‌ها، کربن فعال شده، الماس، سیمان و غیره می‌باشد. با این روش می‌توان ذراتی با اندازه تقریبی ۴۵ میکرومتر تا ۶۳ میلی‌متر را با زمانی حتی کمتر از روش قبل آنالیز نمود. کار با دستگاه‌هایی که از این روش استفاده می‌کنند راحت بوده و نگهداری آن‌ها ساده است و به علت این که کمتر سوراخ‌های الک‌های آن توسط ذرات مسدود می‌گردند در نتیجه از تمام سطح الک جهت عبور ذرات استفاده شده و بازدهی آزمایش بیشتر خواهد شد.

### روش Air-jet
اگر در نمونه اولیه ذرات ریز با اندازه تقریبی ۵۰ میکرو متر و کوچکتر از آن به میزان نسبتاً زیادی وجود داشته باشند، این ذرات نمی‌توانند به آسانی و با استفاده از نیروی وزن خود از سوراخ‌های الک عبور نمایند و از طرف دیگر به علت نیروی چسبندگی زیادشان به ذرات بزرگتر چسبیده و همراه با آن‌ها در الک‌های بالایی باقی مانده و در نتیجه موجب خطا در نتیجه آزمایش خواهند شد. در این موارد جهت دستیابی به نتایج بهتر از روش Air-jet استفاده می‌شود که در آن جریانی از هوا به منظور جدا کردن ذرات ریز از ذرات بزرگتر و حرکت دادن آن‌ها به الک‌های پایین دمیده می‌شود. جریان هوای خروجی از دستگاه نیز در نهایت وارد سیلیکون یا فیلتر می‌شوند.
اساس کار بدین صورت است که ابتدا الک بر روی بدنه دستگاه سوار شده و سرپوش بر روی آن قرار می‌گیرد. سپس توسط یک پمپ خلأ در پایین الک‌ها یا جریان پر فشار هوا در بالای الک‌ها، هوا از سمت بالا به پایین دستگاه جریان یافته و همین امر سبب الک شدن نمونه خواهد شد. باید توجه داشت که استفاده از این روش مستلزم عدم وجود هر گونه نشتی از سیستم است که در اینصورت می‌بایست هنگام قرار دادن الک‌ها و سر پوش در دستگاه از واشرهای آب‌بندکننده استفاده نمود. توزین اندازه ذرات در این روش به دو صورت انجام می‌گیرد. در روش اول جریان هوای خروجی از دستگاه از فیلتر عبور داده شده و در نتیجه این کار ذرات عبوری از الک در فیلتر جمع‌آوری می‌شوند. با توزین این ذرات می‌توان به توزیع اندازه ذرات دست یافت. از طرفی می‌توان پس از پایان آزمایش اجزا دستگاه را باز نموده و ذرات باقی مانده بر روی الک را توزین و اندازه ذرات را اندازه‌گیری نمود. استفاده از روش اول نیازمند توقف آزمایش و باز نمودن دستگاه نخواهد بود ولی در عوض ممکن است پس از مدتی فیلتر مسدود شده و همین امر باعث کاهش راندمان دستگاه شود.
از کاربردهای این روش می‌توان به اندازه‌گیری توزیع اندازه ذرات مواد دارویی، مواد شیمیایی، مصالح ساختمانی و سایر موادی که محتوی ذرات ریز با اندازه تقریبی ۱۰ میکرومتر تا ۴ میلی‌متر می‌باشند اشاره نمود

### روش صوتی
در این روش علاوه بر الک کردن مکانیکی نمونه، دانه‌ها توسط یک بلندگوی بزرگ در مجموعه‌ای از نوسان‌های هوا (موج طولی) با بسامد چند هزار هرتز قرار می‌گیرند. اساس کار همان‌طور که در شکل مشاهده می‌شود بدین صورت است که مجموعه الک‌ها در بالای یک بلندگو که با بسامد چند کیلو هرتز در حال کار است قرار گرفته و ذرات توسط یک حرکت نوسانی بالا به پایین از سوراخ‌های الک عبور می‌نمایند. البته این حرکت ذرات علاوه بر حرکتی است که توسط لرزاننده مکانیکی به صورت افقی به الک‌ها وارد شده‌است. در این روش می‌توان ذرات بسیار ریز تا اندازه ۵ میکرومتر را بدون نیاز به استفاده از جریان آب و به صورت خشک مورد ارزیابی قرار داده و از مشکلات بوجود آمده در روش تر دوری جست.
الک‌های صوتی نسبت به الک‌های معمولی که شبکه‌ای از سیم‌های فولادی اند، بسیار تواناتر هستند و می‌توانند گَرده‌های بسیار ریز خشک تا اندازه ۵ میکرومتر را نیز الک کنند. علاوه بر این نقطه پایانی آزمایش در این روش نسبت به روش‌های مکانیکی کمتر است. از کاربردهای این روش می‌توان به اندازه‌گیری توزیع اندازه ذرات مواد دارویی، مواد شیمیایی، مصالح ساختمانی و سایر موادی که محتوی ذرات ریز با اندازه تقریبی ۲۰ میکرومتر تا ۳/۶ میلی‌متر می‌باشند اشاره نمود.

### روش تَر
در بیشتر موارد آزمایش الک بر روی نمونه خشک انجام می‌شود اما گاهی در نمونه‌هایی ویژه حتماً باید این آزمایش به صورت تَر صورت گیرد مانند نمونه‌ای شامل مواد معلق، یا نمونه‌ای از مواد بسیار ریز به صورت گَرده‌ای (دانه‌های کوچکتر از ۴۵ میکرومتر) که تمایل به‌هم چسبیدن داشته و در صورتی که به صورت خشک الک شوند باعث گرفتگی سوراخ‌های الک می‌شوند و ادامهٔ کار را غیرممکن می‌کنند. با وجود اینکه با استفاده از این روش امکان آنالیز ذرات تا اندازه ۲۰ میکرومتر فراهم می‌شود ولی لزوم فیلتراسیون جریان مایع خروجی و جدا کردن ذرات ریز و در نهایت خشک کردن و توزین آن محدودیت‌هایی را برای استفاده از این روش ایجاد کرده‌است.
الک‌ها ذرات ریز را با خود شسته و در نهایت سوسپانسیونی از ذرات و آب از زیر پایین‌ترین الک از دستگاه خارج می‌شود. پس از پایان آزمایش ذرات عبور نکرده از الک‌ها و هم چنین ذرات موجود در سیستم فیلتراسیون خشک شده و توزین گردیده و در نهایت توزیع اندازه ذرات در نمونه اندازه‌گیری می‌شود.
در این روش معمولاً از آب جهت خیس کردن نمونه استفاده می‌شود اما می‌توان از سایر مایعات نیز جهت این کار استفاده نمود. زمان پایان آزمایش زمانیست که محلول خارج شده از سینی زیرین صاف و شفاف بوده و محتوی هیچ گونه ذراتی نباشد. این زمان به دلیل این که لازم است ذرات روی هر الک ابتدا خشک شده و سپس توزین شوند معمولاً زیاد بوده و بین ۱ تا ۲ ساعت طول می‌کشد. به همین دلیل استفاده از روش تر در آزمایش الک خیلی بیشتر از روش‌های خشک طول کشیده و همین امر از مهم‌ترین معایب این روش به حساب می‌آید.
از کاربردهای این روش می‌توان به اندازه‌گیری توزیع اندازه ذرات زیادی از جمله سنگ‌های معدنی، خاک، ماسه، مواد شیمیایی، پودرهای فلزی، پودرهای شستشو، کلینکر سیمان، مصالح ساختمانی و سایر موادی که محتوی ذرات ریز با اندازه تقریبی ۲۰ میکرومتر تا ۱۲۵ میلی‌متر می‌باشند اشاره نمود. در واقع از روش تَر می‌توان برای تمام موادی که در آن‌ها از روش اول جهت تعیین اندازه ذرات بهره گرفته شده‌است، استفاده نمود.
در نمودار زیر روش‌های مورد استفاده در آزمایش الک به صورت جامع گردآوری شده و عملکرد و کاربرد آن‌ها با هم مقایسه شده‌است.